# Øksfjordtunnel
Der Øksfjordtunnel (norwegisch Øksfjordtunnelen) ist ein 1988 freigegebener Straßentunnel zwischen  Øksfjord im Norden und Øksfjordbotn im Süden, bzw. zwischen Storvik und Skarbergodden, in der Kommune Loppa der Provinz Finnmark in Norwegen.
Der Tunnel im Verlauf des Fylkesvei 882 ist 4292 Meter lang. Er ersetzte die steinschlaggefährdete alte Straßenführung am Nordufer des Øksfjords. Er ist einstreifig mit Ausweichstellen und Kältetoren an beiden Enden. Die erlaubte Höchstgeschwindigkeit beträgt 60 km/h.